# Moses Simson

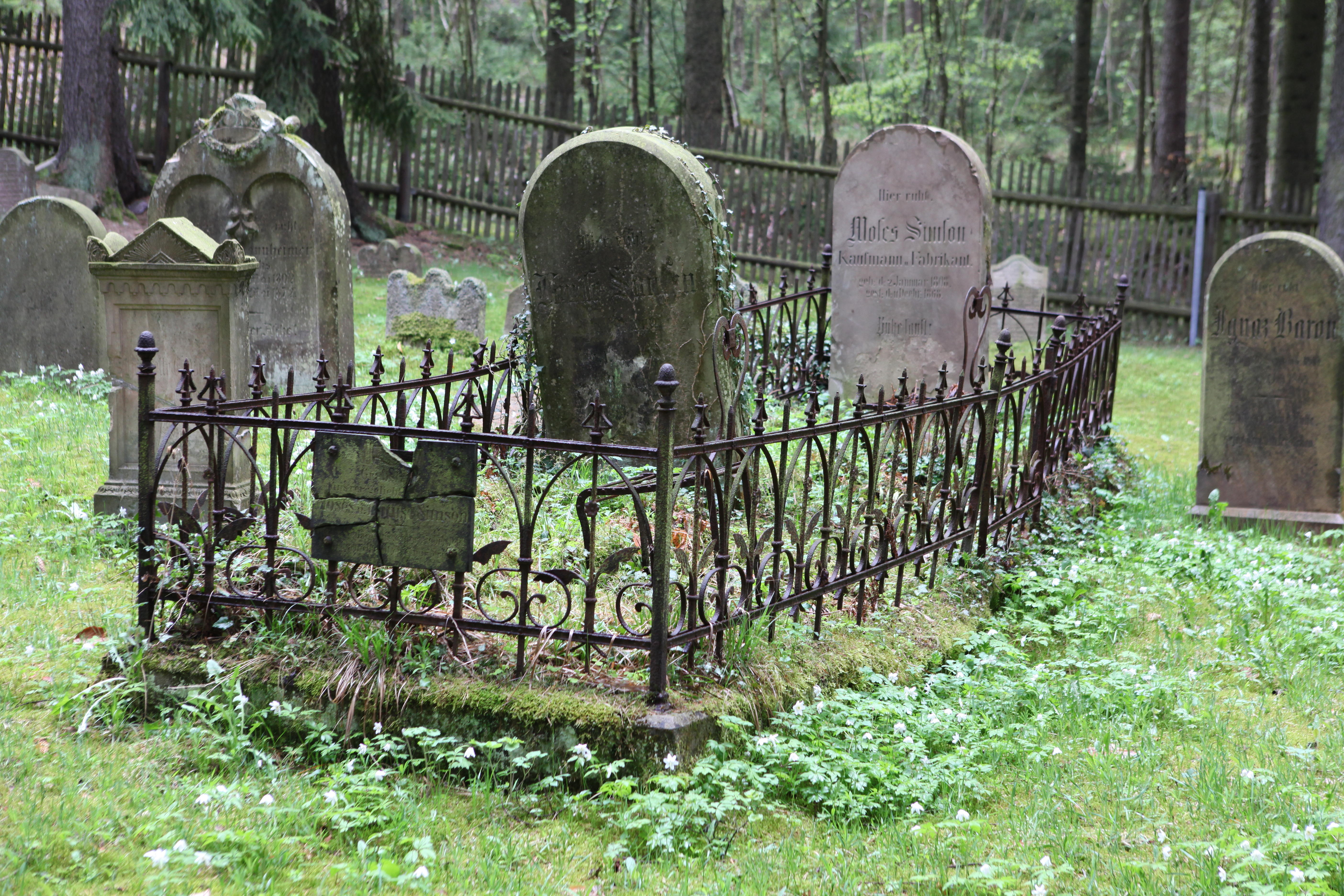
Grab von Moses Simson auf dem jüdischen Friedhof in Suhl-Heinrichs

Moses Simson (* 2. Januar 1808 in Schwarza; † 11. Dezember 1868 in Suhl) war ein deutscher Unternehmer und Mitbegründer der Simsonwerke in Suhl.

## Leben
Moses Simson stammte aus einer jüdischen Familie aus Heinrichs. Sein Großvater Liebmann Simson, Sohn des Simson Liebmann aus Mühlfeld, hatte ab 1765 als Knecht bei dem Viehhändler Moses Meyer in Heinrichs gearbeitet. Nachdem er 1773 einen Schutzbrief des Grafen Heinrich Ernst zu Stolberg-Wernigerode erhalten hatte, zog die Familie in das nahegelegene Schwarza.:S. 45 Sein erstgeborener Sohn Simson Liebmann (1785–1812), der Vater von Moses, handelte mit Stoffen, Tüchern, Betten und Kleidungsstücken und verlieh Geld. Dadurch kam er zu einem kleinen Vermögen und hinterließ seinen Söhnen Löb Simson (1806–1862) und Moses Simson bei seinem frühen Tod 11.939 Reichstaler.
Die Brüder waren ab den 1840er Jahren als Händlerunternehmer tätig. Da im Zuge der jüdischen Emanzipation den Juden auch der Grunderwerb möglich wurde, erwarben sie auf Versteigerungen Immobilien und kauften Anteile an insolventen Unternehmen. Löb und Moses kauften 1848 das Haus Nr. 116 am Markt in Suhl für 812 Reichstaler. Dort wohnte Moses mit seiner Familie und eröffnete mit Löb 1850 ein Stoff- und Bekleidungsgeschäft, das als Handelsgeschäft unter dem Namen „Gebr. Simson“ tätig war.
1854 erwarben die Brüder Simson einen Anteil von einem Drittel des „Alten Stahlhammer“ in Heinrichs, der 1741 von Andreas Bauer gegründet worden war und in dem Erz geschmolzen und zu Stahlblöcken und Stangen geschmiedet wurde. Daraus wurden unter anderem Äxte, Meißel, Hellebarden, und Rohre für das Suhler Büchsenmacherhandwerk produziert.
1856 besaßen Löb und Moses bereits mit 7/12 Anteilen die Mehrheit in dem Unternehmen, das 1866 vollständig im Besitz der Familie Simson war. Sie nannten es „Simson & Co“. Zunächst wurde nur Holzkohlestahl produziert, der zum Teil zu Schwarzblechen weiterverarbeitet wurde. Wegen schlechter Qualität wurde die Produktion kurze Zeit später eingestellt. In den Folgejahren wurde das Erzeugnis für die Herstellung von Stich- und Feuerwaffen verwendet, die von rund 20 Beschäftigten produziert wurden. 1862 wurde die Firma „Gebr. Simson“ in das Suhler Handelsregister als Bajonett- und Ladestockfabrik eingetragen. Inhaber waren Löb und Moses Simson.
Im Zuge einer Geschäftsexpansion holte sich Moses Simson als Techniker den ortsansässigen Büchsenmacher Karl Luck als Teilhaber in das Unternehmen, das 1865 als offene Handelsgesellschaft „Simson & Luck/Suhl“ eingetragen wurde. Luck war am Geschäftsertrag beteiligt, hatte aber keine Verfügungsrechte am Unternehmen.:S. 50

## Familie

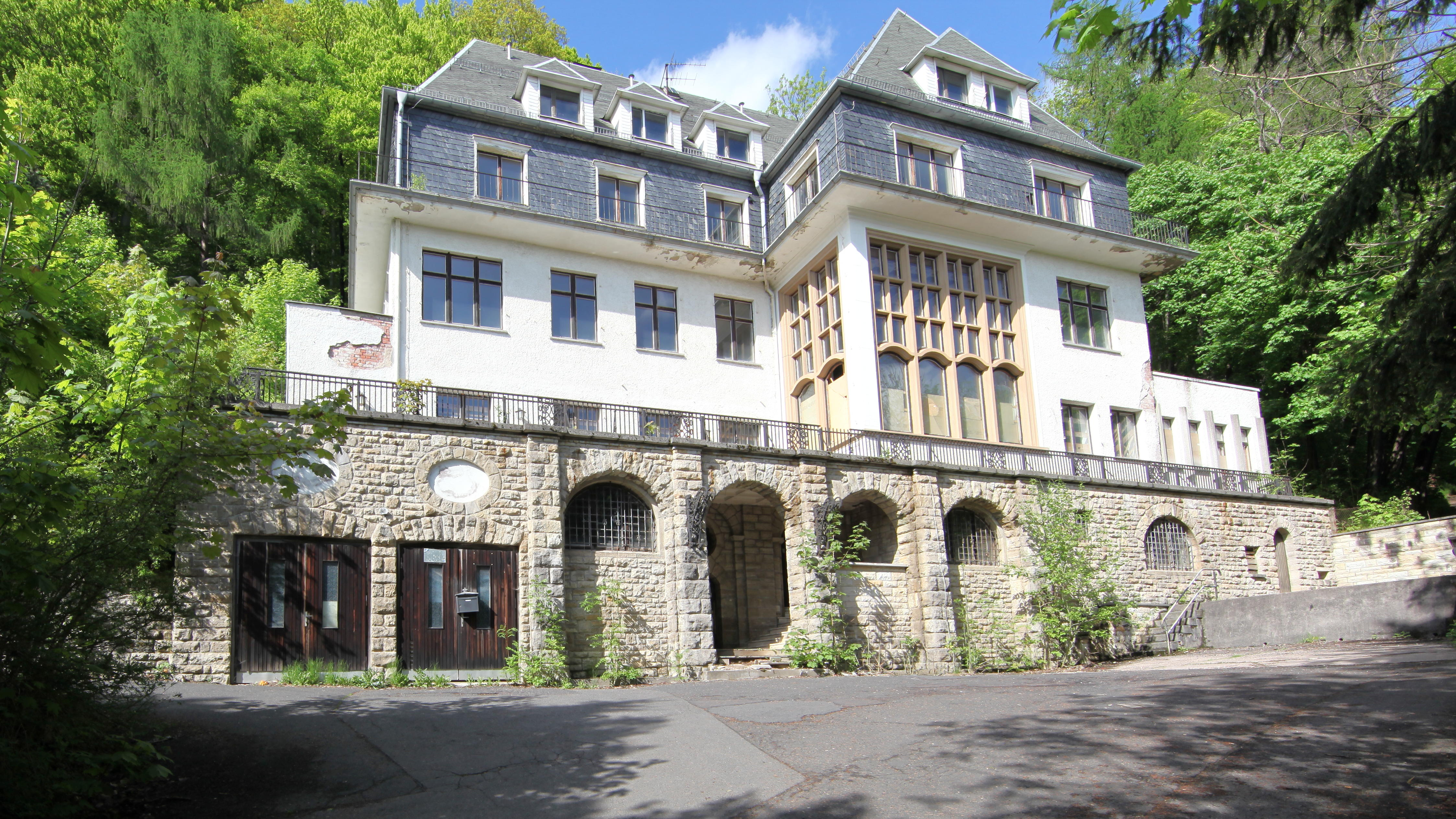
Villa Simson am Suhler Domberg

Moses Simson hatte mit seiner Ehefrau Louise sieben Söhne, Simson (1838–1907), Gerson (1845–1904), Leopold (1847–1870), Hugo (1852–1926), Luis (1854–1948), Daniel (1858–1892) und Julius (1860–1938) sowie die Tochter Emilie (1841–1901). Louise führte nach dem Tod von Moses im Jahr 1868 das Unternehmen sechs Jahre lang gemeinsam mit Karl Luck, bis ihr Sohn Gerson in die Geschäftsleitung eintrat. Der Sohn Hugo übernahm das Suhler Handelsgeschäft und Julius wurde Geschäftsführer bei der Porzellanfabrik „Gebr. Simson“ in Gotha, die 1883 Familienbesitz wurde. Die Söhne Louis und Daniel wanderten in die USA aus und Leopold fiel im Deutsch-Französischen Krieg.:S. 51
1884 schied Karl Luck aus der Firma aus und der Firmenname lautet ab 1887 „Simson und Co., vormals Simson & Luck“. Ab 3. Juli 1899 wurde die Firma nur noch „Simson und Co.“ genannt und es wurde in Berlin eine Zweigniederlassung in der Mohrenstraße gegründet. Es war ein Handelsbüro, das Kontakte zu Heeresdienststellen im In- und Ausland pflegte.
Als Gerson Simson 1904 starb, waren 1200 Beschäftigte bei Simson beschäftigt und das Unternehmen war somit der größte Arbeitgeber im Umkreis. Gerson Simson wurde auf dem jüdischen Friedhof in Suhl bestattet. Seine Witwe Jeanette Simson (1847–1926), mit der er sieben Kinder hatte, übertrug vier Söhnen die Leitung der Simson Werke. Max Simson (1871–1924) übernahm die Geschäftsleitung der Berliner Niederlassung und Leonhard (1878–1929) wurde Prokurist und kaufmännischer Direktor der Firma. Die jüngeren Brüder Arthur Simson (1882–1969) und Julius Simson (1884–1953) besuchten zuerst die Universität. Sie traten 1921 als technischer Direktor in Suhl beziehungsweise 1924 als Nachfolger von Max Simson als Jurist und Geschäftsführer in die Geschäftsleitung ein. Der fünfte Sohn Ernst Simson (1874–1953), ein Jurist, und die Töchter Rosalie (1876–1962) sowie Minna (1879–1975) waren nicht an der Leitung des Unternehmens beteiligt.:S. 66
Jeanette Simson stand der Simson-Stiftung vor, die ihr Mann zur Unterstützung der Suhler Armenhilfe und begabter Realschüler gegründet hatte. Sie ließ sich 1911 durch den bekannten Berliner Architekten Hermann Muthesius eine neue, repräsentative Villa am Suhler Domberg errichten. 1936 flohen die Geschwister Arthur, Julius, Rosalie und Minna aufgrund der Nationalsozialistischen Diktatur mit ihren Familien in die USA.